# Bezenchuksky (huyện)
Huyện Bezenchuksky (tiếng Nga: ? райо́н) là một huyện hành chính tự quản (raion), của Tỉnh Samara, Nga. Huyện có diện tích 2005 km². Trung tâm của huyện đóng ở Bezenchuk.